# Косткі (Мазовецьке воєводство)
Косткі (пол. Kostki) — село в Польщі, у гміні Соколів-Підляський Соколовського повіту Мазовецького воєводства.
Населення — 399 осіб (2011).
У 1975-1998 роках село належало до Седлецького воєводства.

## Демографія
Демографічна структура станом на 31 березня 2011 року:
|          | Загалом | Допрацездатний вік | Працездатний вік | Постпрацездатний вік |
| -------- | ------- | ------------------ | ---------------- | -------------------- |
| Чоловіки | 210     | 58                 | 126              | 26                   |
| Жінки    | 189     | 36                 | 100              | 53                   |
| Разом    | 399     | 94                 | 226              | 79                   |